# Benjamin Breckinridge Warfield
Benjamin Breckinridge Warfield (5 november 1851 – 16 februari 1921) var rektor på Princeton Theological Seminary från 1887 till 1921. Vissa konservativa presbyterianer ser honom som den sista av de stora Princetonteologerna före delningen 1929 som skapade Westminster Seminary och Orthodox Presbyterian Church.

## Kalvinism
Grunden för mycket av Warfields teologi var att han anslöt sig till kalvinism som den lagts ut i Westminsterbekännelsen. Ibland glöms det att han i sina strider mot å ena sidan modernism och å andra sidan väckelserörelser, bara uttryckte den reformerta tron i särskilda situationer.
Warfield ansåg att 1500-talets reformatorer, och de skribenter som på 1600-talets skrev bekännelseskrifter, bara summerade innehållet och tillämpningar i Bibeln. Nya uppenbarelser, antingen i tankar från upphöjda akademiker eller från populära väckelsepredikanter, var därför inkonsistenta med bekännelseskrifterna (och därmed med Bibeln)). Genom sin bana drog Warfield slutsatsen att moderna världshändelser och modernt tänkande inte kunde göra de gamla bekännelserna omoderna. En sådan attityd finns fortfarande i många reformerta kyrkor och bland kristna som omfattar kalvinism.
Calvinism is just religion in its purity. We have only, therefore, to conceive of religion in its purity, and that is Calvinism. (Selected Shorter Writings, I, p. 389)

## Skrifter

### Böcker
Bland dem finns:
- The Lord of Glory : A Study of the Designations of Our Lord in the New Testament with Especial Reference to His Deity, (1907) London: Hodder and Stoughton
- Counterfeit Miracles, (1918) New York : C. Scribner's — "The Thomas Smyth lectures for 1917-1918, delivered at the Columbia Theological Seminary, Columbia, South Carolina, October 4-10, 1917.", modern edition: Edinburgh: Banner of Truth, ISBN 0-85151-166-X
- Perfectionism - Articles reprinted from periodicals, etc. edited by Ethelbert D. Warfield, William Park Armstrong, and Caspar Wistar Hodge. (1931) New York : Oxford University Press.
- Calvin and Calvinism, (1931) New York ; London : Oxford University Press
- The Inspiration and Authority of the Bible / edited by Samuel G. Craig ; with an introduction by Cornelius Van Til. (1948) Philadelphia : Presbyterian and Reformed.
- Biblical and Theological Studies / edited by Samuel G. Craig, (1952) Philadelphia : Presbyterian and Reformed.

### Essäer och predikningar (externa länkar)
- The Leading of the Spirit
- What is Calvinism?
- A Brief and Untechnical Statement of the Reformed Faith
- Calvinism - The Meaning And Uses of the Term
- The Theology of John Calvin
- Augustine & The Pelagian Controversy: The Origin & Nature of Pelagianism
- Augustine & The Pelagian Controversy: The Theology of Grace
- Augustine & The Pelagian Controversy: The External History of the Pelagian Controversy
- Inspiration (of Scripture)
- The Formation of the Canon of the New Testament
- God-Inspired Scripture
- Calvin and the Bible
- Calvin and the Reformation
- John Calvin The Theologian
- Election
- Some Thoughts on Predestination
- The Plan of Salvation (Part I) (Part II) (Part III) (Part IV) (Part V)
- Photographs of B.B. Warfield's grave at Princeton Cemetery.